# سد کوسو
سد کوسو (به لاتین: Kossou Dam) یک سد خاکی و نیروگاه برقابی در ساحل عاج است که در یاموسوکرو واقع شده‌است.